# Mierczyce
Mierczyce (niem. Mertschütz, po II wojnie światowej: Mierożyce) – wieś w Polsce położona w województwie dolnośląskim, w powiecie jaworskim, w gminie Wądroże Wielkie, w dolinie rzeki Wierzbiak.

## Podział administracyjny
W latach 1954–1959 wieś należała i była siedzibą władz gromady Mierczyce, po jej zniesieniu w gromadzie Wądroże Wielkie. W latach 1975–1998 miejscowość administracyjnie należała do województwa legnickiego.

## Demografia
Jest największą miejscowością gminy Wądroże Wielkie. Według Narodowego Spisu Powszechnego liczyła 672 mieszkańców (31.03.2011).

## Zabytki
Do wojewódzkiego rejestru zabytków wpisane są obiekty:

### Kościół Wniebowzięcia NMP

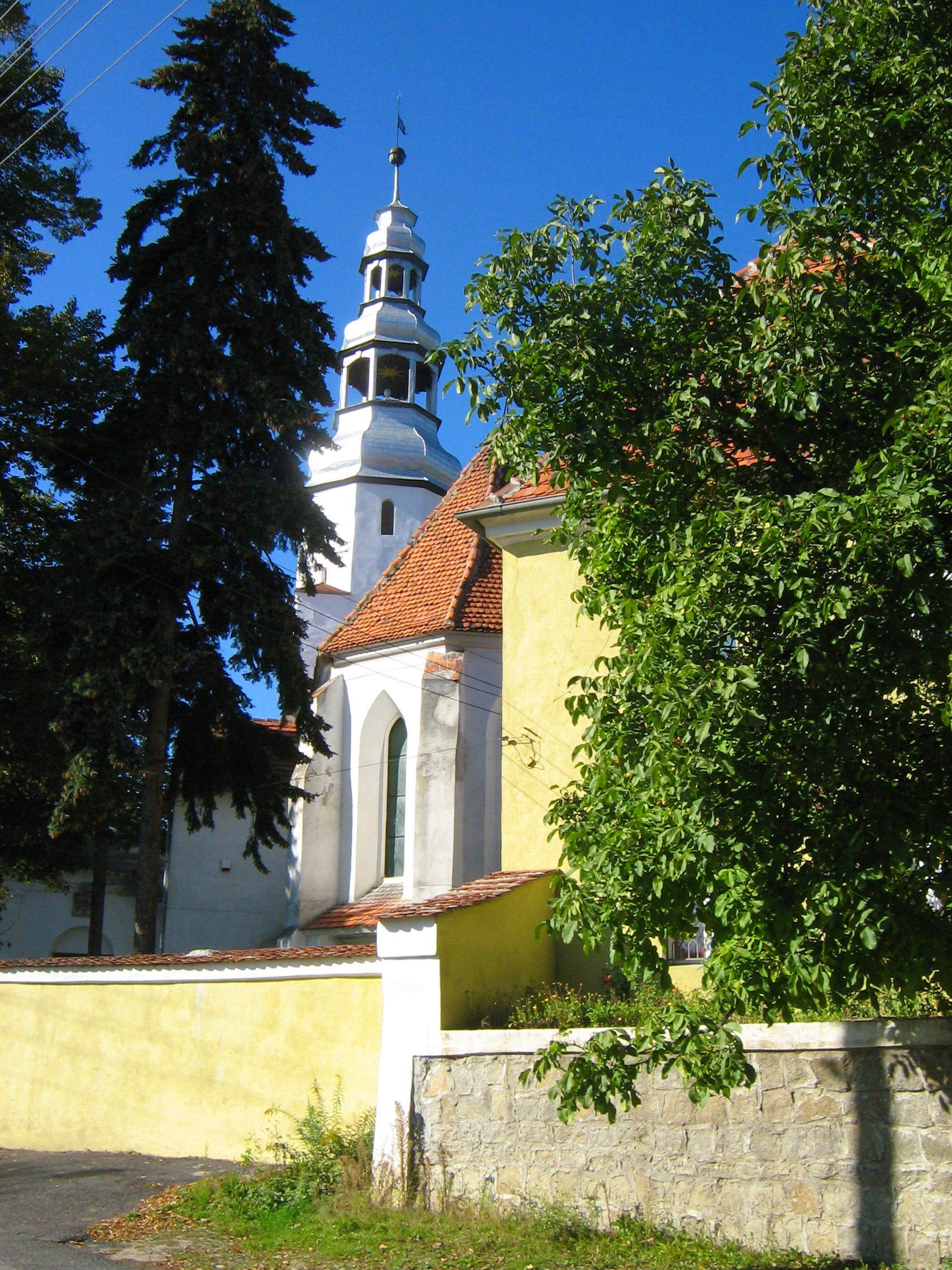
Kościół Wniebowzięcia Najświętszej Marii Panny

Wczesnogotycki kościół (obecnie parafialny pw. Wniebowzięcia Najświętszej Marii Panny) wzmiankowany był już w 1335 roku jako "ecclesia de Marticz". Pod koniec XV w. dobudowano wieżę i przebudowano zakończenie prezbiterium. W XVIII w. protestanci dobudowali zakrystię i przybudówkę, nadając mu barokowy charakter.
Jest to jednonawowa budowla murowana z kamienia łamanego z prostokątną nawą (12,35 x 8,95 m) przekrytą stropem i nakrytą dachem dwuspadowym krytym dachówką. Węższe (5,8 m), oskarpowane, pięciobocznie zamknięte, przesklepione prezbiterium również nakryte dachem jedno kalenicowym. Na osi wieża założona w późnym średniowieczu na planie kwadratu, górą przechodząca w oktagonon, zwieńczona barokowym hełmem z dwoma prześwitami. W kruchcie ostrołukowy portal z II połowy XIII w. wykonany z ciosów piaskowca.
Z gotyckiego kościoła zachowały się mury nawy i częściowo prezbiterium. W południowej ścianie nawy jest osadzony piaskowcowy portal ostrołukowy (pozwala on datować pierwotny kościół na koniec XIII w.) z parą kolumienek ze spłaszczonymi bazami na wysokim ośmiobocznym cokole, z profilowanymi uskokami. W kościele zostały odrestaurowane i udostępnione dwa balkony po obu stronach ołtarza i trwają prace rekonstrukcji drugiego chóru, który został zlikwidowany po drugiej wojnie światowej. Na kościelnej wieży znajdują się także zegary. Przy kościele znajduje się również cmentarz przykościelny, z XIII w.

### Pałac

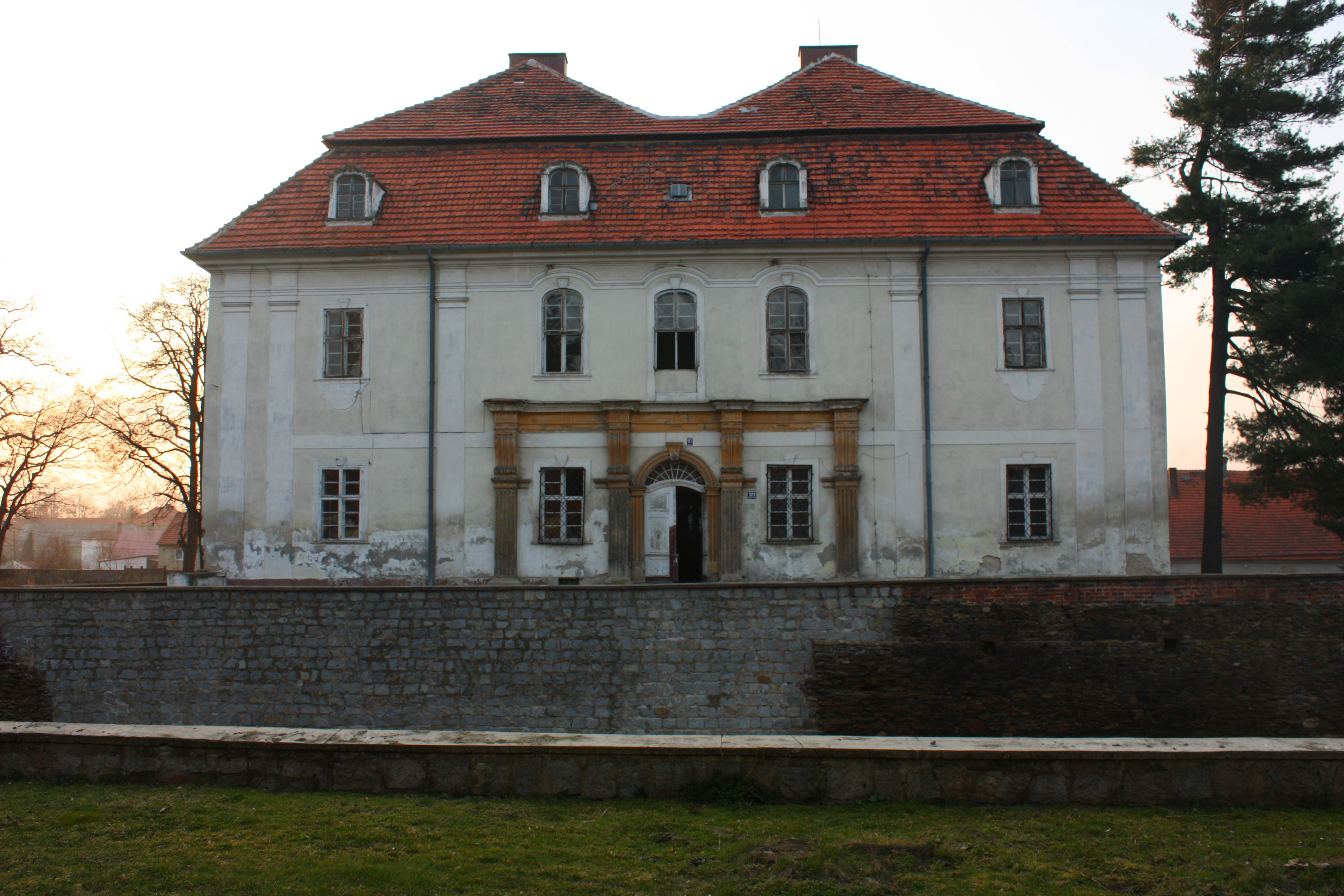
Pałac w Mierczycach

Obecne barokowe założenie pałacowo-parkowe powstało w miejscu renesansowego dworu obronnego z XVII w. Ówczesny właściciel dóbr mierczyckich, Hans Friedrich von Schweinichen obudował pałac otoczony fosą o park w stylu ogrodu francuskiego. Pałac był przebudowywany w roku 1880 oraz współcześnie w roku 1978. Jest to dwukondygnacyjna budowla otoczona fosą, której brzegi odmurowane są kamieniem. Przez fosę przerzucono od frontu dwa kamienne, narożne mosty. Niegdyś na pałacu znajdowała się wysoka wieża. Obecnie pałac jest w rękach prywatnych.

### Folwark
- dwie oficyny mieszkalno-gospodarcze (nr 118 i 119)
- trzy obory
- stodoła (I-III)
- budynek gospodarczy (warsztat).

### Grodzisko
Grodzisko w Mierczycach, 

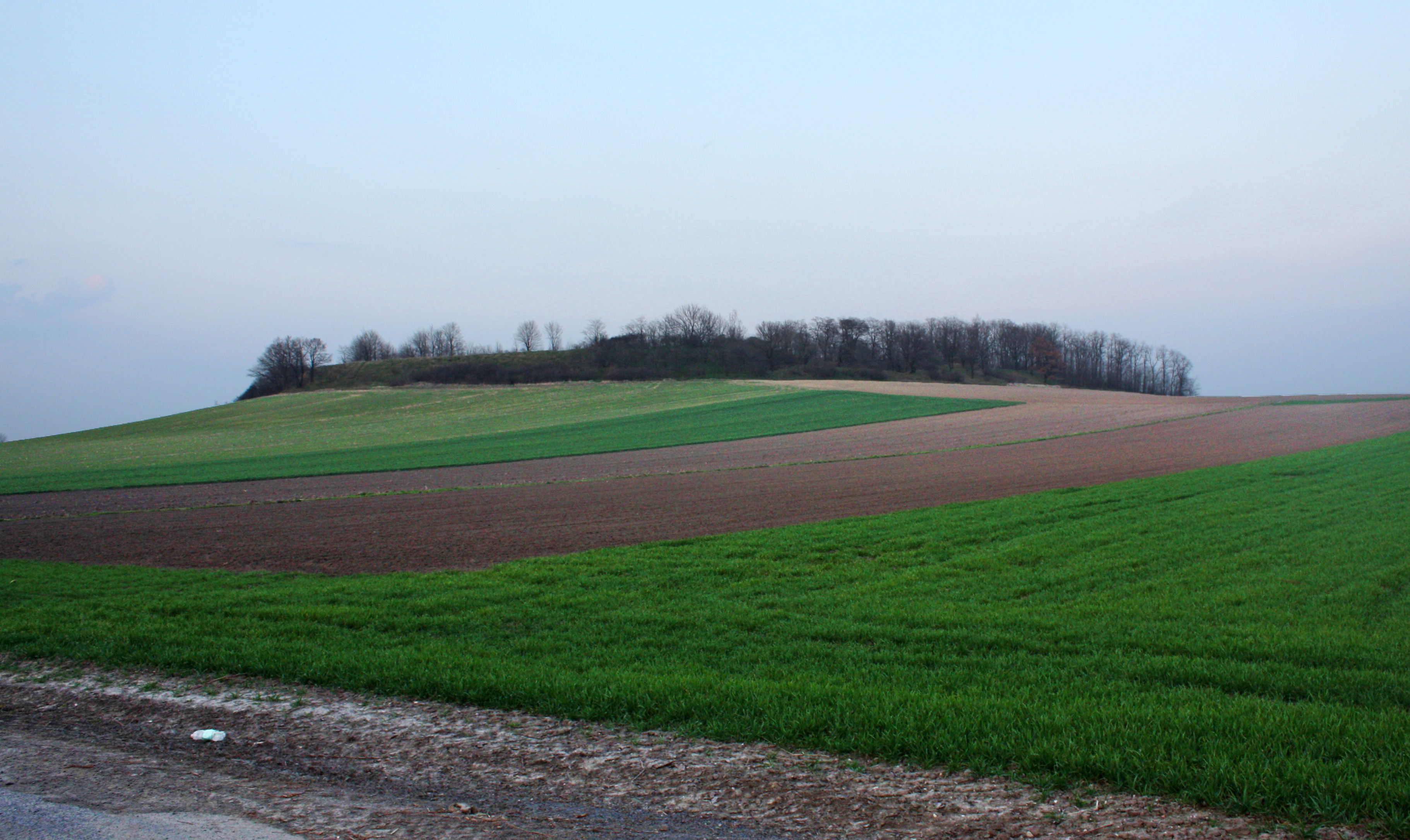
Grodzisko od strony Chotli

Stanowisko rozpoznane jest w niewielkim stopniu choć zainteresowanie nim sięga już XIX w., kiedy to odnotowano pierwsze prace o charakterze archeologicznym, następne miały miejsce w okresie międzywojennym oraz kilka sezonów badań w latach 50-60. Nigdy nie były to jednak prace zakrojone na duża skalę, stąd nikły stopień wiedzy o grodzisku. W wyniku tych prac ustalono iż grodzisko założone zostało przez ludność tzw. kultury łużyckiej, na starszych warstwach osadniczych z okresu Neolitu i zamieszkiwane było w okresie wczesno Halsztackim, tj. około (650-550 p.n.e.). W tym okresie osada otoczona została wałem zbudowanym z gliny, piasku oraz dużej ilości drobnych kamieni pochodzenia calcowego. Następnie przez stulecia grodzisko było opuszczone i ponownie zamieszkane dopiero we wczesnym średniowieczu tj. VIII–IXw. 

## Transport

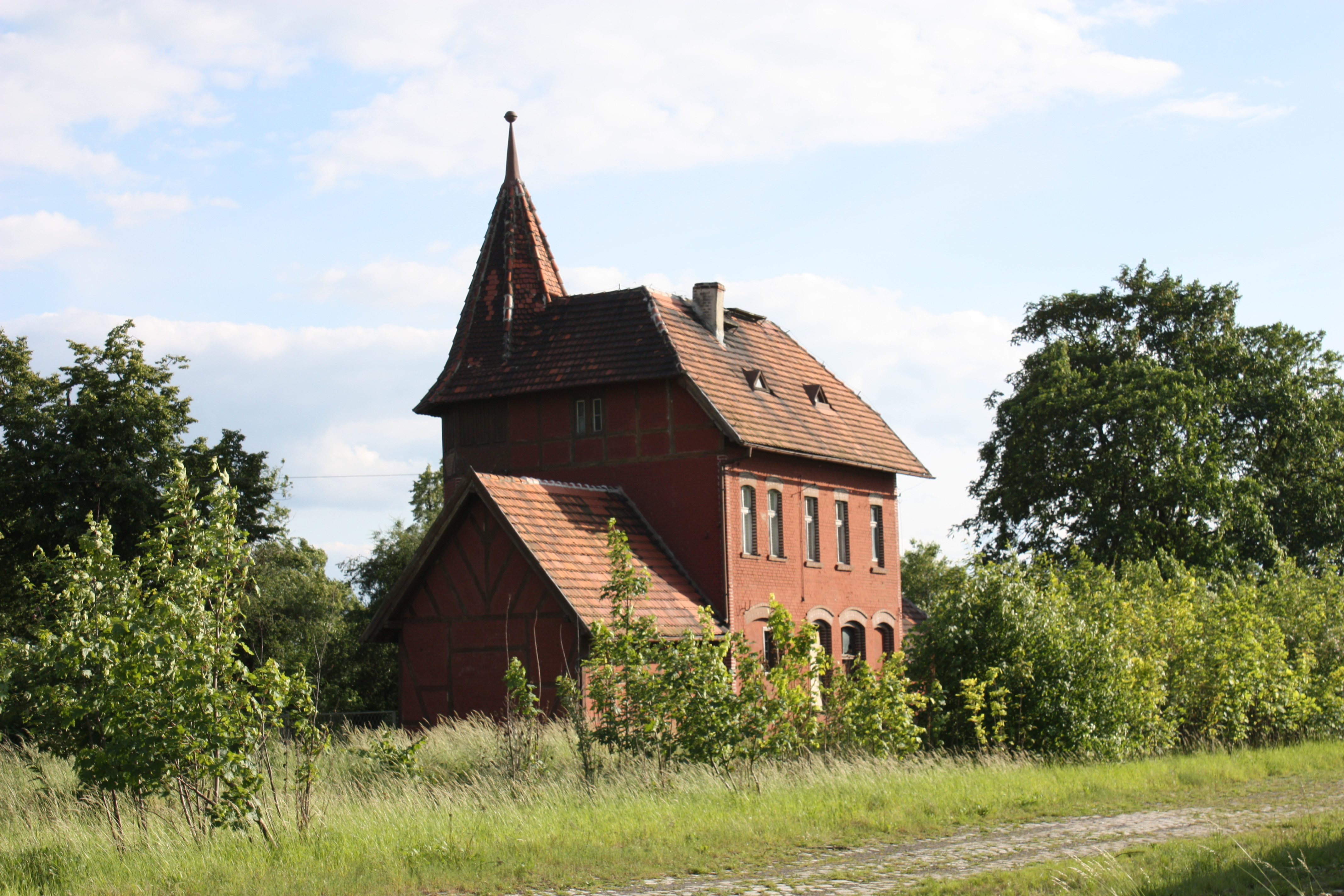
Zamknięty dworzec kolejowy w Mierczycach

W miejscowość znajduje się stacja leżąca na trasie działającej przez ponad sto lat (od 1902 roku), a dziś zamkniętej i zdegradowanej drogi żelaznej łączącej poprzez stację węzłową w mieście Jawor granitowe zagłębie rejonów Strzegomia i Borowa z portem rzecznym w nadodrzańskich Malczycach. Dworzec osobowo-towarowy Mierczyce znajduje się na 20,505 km tejże linii.

## Urodzeni w Mierczycach
- Bolko von Richthofen – archeolog
- Michał Hurej – entomolog